# Nosotek
Nosotek ist ein deutsch-nordkoreanisches Joint Venture mit Sitz in Pjöngjang in Nordkorea, das Software für den westlichen Markt entwickelt.

## Unternehmensgeschichte
Das Joint Venture wurde 2008 von Felix Abt und Volker Eloesser gegründet, die als Investoren auftreten und stellvertretende Aufsichtsratsvorsitzende im Unternehmen sind. Die Website der Firma war bereits mehrfach Ziel von Hackerangriffen.

## Produkte
- Spiele für die Java-Plattform, Nintendo Wii und iPhone
- Webapplikationen
- Software für den Online-Handel[5]

## Veröffentlichte Spiele
- 2012: Pyongyang Racer, in Zusammenarbeit mit der Technischen Universität Kim Ch’aek und Koryo Tours